# Temelucha ocellaris
Temelucha ocellaris är en stekelart som beskrevs av Kolarov 1995. Temelucha ocellaris ingår i släktet Temelucha och familjen brokparasitsteklar. Inga underarter finns listade i Catalogue of Life.